# Musoma
Musoma (Swahili für „Halbinsel“) ist die Hauptstadt der Region Mara im Norden von Tansania. Die Stadt liegt unmittelbar am Mündungstrichter des Mara-Flusses in den Victoriasee. Am äußersten Rand der Mündung bildet die Landschaft eine Halbinsel, welche der Stadt ihren Namen gab.

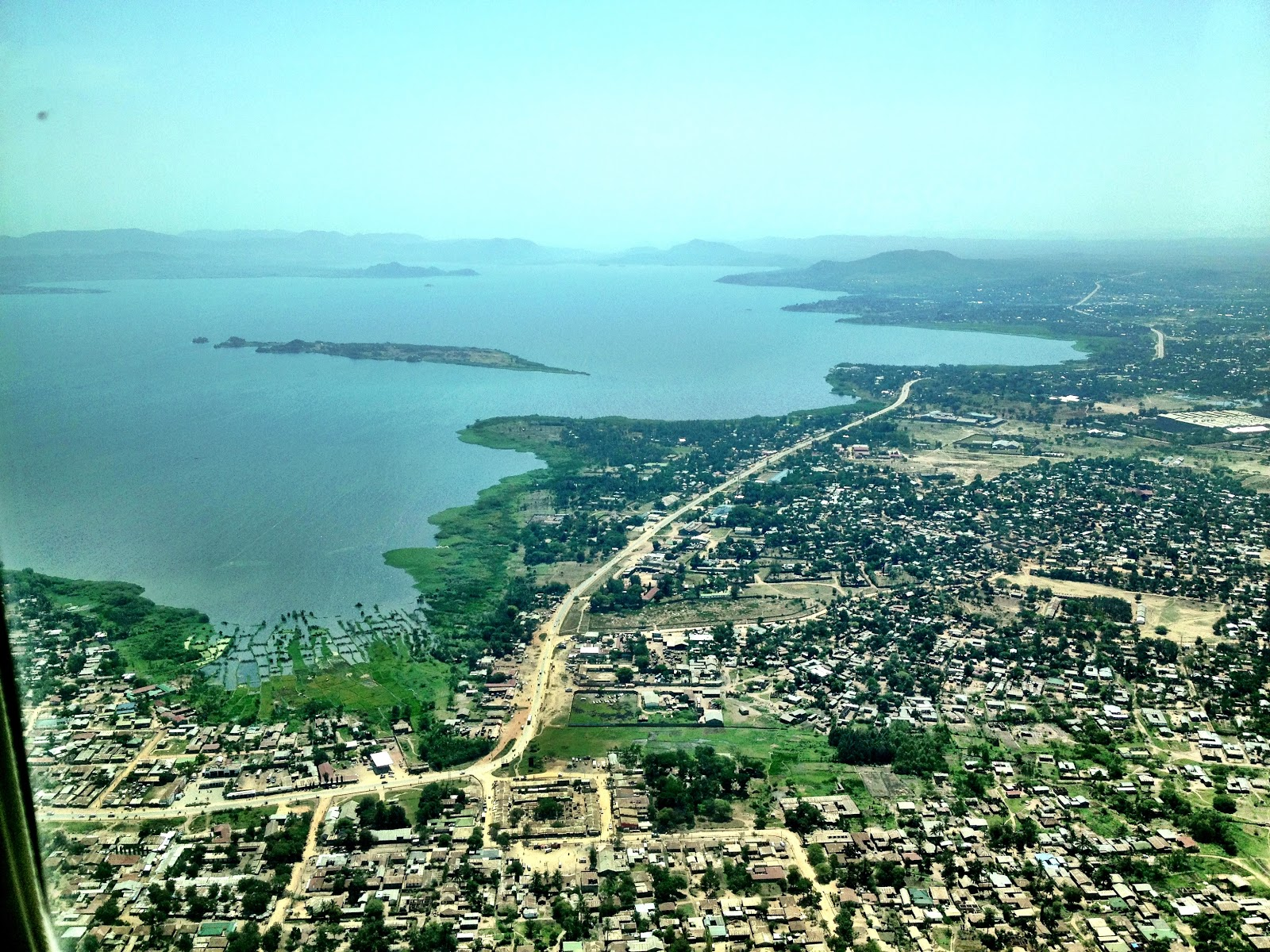
Luftbild von Musoma

## Geografie

### Lage
Musoma hat 164.172 Einwohner (2022) und liegt am Ostufer des Victoriasees in einer Höhe von 1160 Meter. Die Stadt ist etwa 60 Kilometer Luftlinie von der Grenze zu Kenia entfernt. Auf der Straße sind es rund 100 Kilometer zur Grenzstadt Isebania. Das Verwaltungsgebäude befindet sich in einem Gebäude aus der deutschen Kolonialzeit.

### Klima
|                        | Jan  | Feb  | Mär  | Apr  | Mai  | Jun  | Jul  | Aug  | Sep  | Okt  | Nov  | Dez  |   |      |
| Mittl. Temperatur (°C) | 22,7 | 23,4 | 23,1 | 22,6 | 22,7 | 22,7 | 22,5 | 22,6 | 23   | 22,9 | 22,3 | 22,2 | ⌀ | 22,7 |
| Mittl. Tagesmax. (°C)  | 25,8 | 27   | 26,3 | 25,7 | 25,9 | 26,2 | 26,4 | 26,4 | 26,8 | 26,4 | 25,2 | 25,1 | ⌀ | 26,1 |
| Mittl. Tagesmin. (°C)  | 19,8 | 20,3 | 20,2 | 19,9 | 19,8 | 19,5 | 19,1 | 19,4 | 19,9 | 20,3 | 19,7 | 19,6 | ⌀ | 19,8 |
|                        |      |      |      |      |      |      |      |      |      |      |      |      |   |      |
| Niederschlag (mm)      | 93   | 87   | 146  | 183  | 121  | 45   | 26   | 56   | 68   | 131  | 151  | 149  | Σ | 1256 |

| 19,8 |

| 20,3 |

| 20,2 |

| 19,9 |

| 19,8 |

| 19,5 |

| 19,1 |

| 19,4 |

| 19,9 |

| 20,3 |

| 19,7 |

| 19,6 |

| 19,8 |

| 20,3 |

| 20,2 |

| 19,9 |

| 19,8 |

| 19,5 |

| 19,1 |

| 19,4 |

| 19,9 |

| 20,3 |

| 19,7 |

| 19,6 |

## Geschichte
Die Gründung Musomas erfolgte im Jahr 1912 durch die damalige deutsche Kolonialregierung. Musoma sollte Schirati als Hafen und als Nebenstelle des Bezirksamts Muansa ablösen. Im August 1913 wurde eine Zollstelle in Musoma eingerichtet für den Warenverkehr mit den englischen Kolonien Uganda und Britisch-Ostafrika am Victoriasee.
1914 waren die Arbeiten für einen Hafen in Musoma eingeleitet, der den ungünstigen Hafen des nördlicher gelegenen Schirati ersetzen sollte. Damals zählte Musoma auch zu den Standorten der deutschen Schutztruppe. Der Erste Weltkrieg stoppte die weitere Entwicklung Musomas als Verwaltungssitz und Hafen in Deutsch-Ostafrika. Aus dieser Zeit ist nahe dem Postamt ein altes Verwaltungsgebäude vorhanden, in dem heute die Polizei beherbergt ist (Achtung: Fotoverbot).

## Bevölkerung
Musoma weist ein starkes Bevölkerungswachstum auf, wie es für Städte in Entwicklungsländern typisch ist. Derzeit leben 134.327 Menschen in der Stadt (nach 2012 census). Die Bevölkerung ist multiethnisch und umfasst u. a. Luo und Kuria, die traditionell am Ostrand des Sees siedeln. Der Großteil der Bevölkerung setzt sich allerdings aus den ansässigen Kwaya zusammen.
| Volkszählung | Einwohnerzahl |
| ------------ | ------------- |
| 1978         | 31.051        |
| 1988         | 63.652        |
| 2002         | 104.851       |
| 2012         | 134.327       |
| 2022         | 164.172       |

## Wirtschaft und Infrastruktur
Wichtigste Ernährungs- und Wirtschaftsgrundlage der Bevölkerung von Musoma ist die Fischerei. So gibt es in der Stadt einige Fischfabriken, die im Besitz indischer und europäischer Geschäftsleute sind. Die Landwirtschaft dient ausschließlich der Subsistenz, d. h. zum Erhalt der eigenen Lebensgrundlage.
Viele Einwohner verkaufen die Erträge ihrer Felder an kleinen Ständen am Straßenrand.
Für den örtlichen Hausbau bauen die Einwohner das Gestein der Granitfelsen am Ufer des Victoriasees ab.

### Tourismus

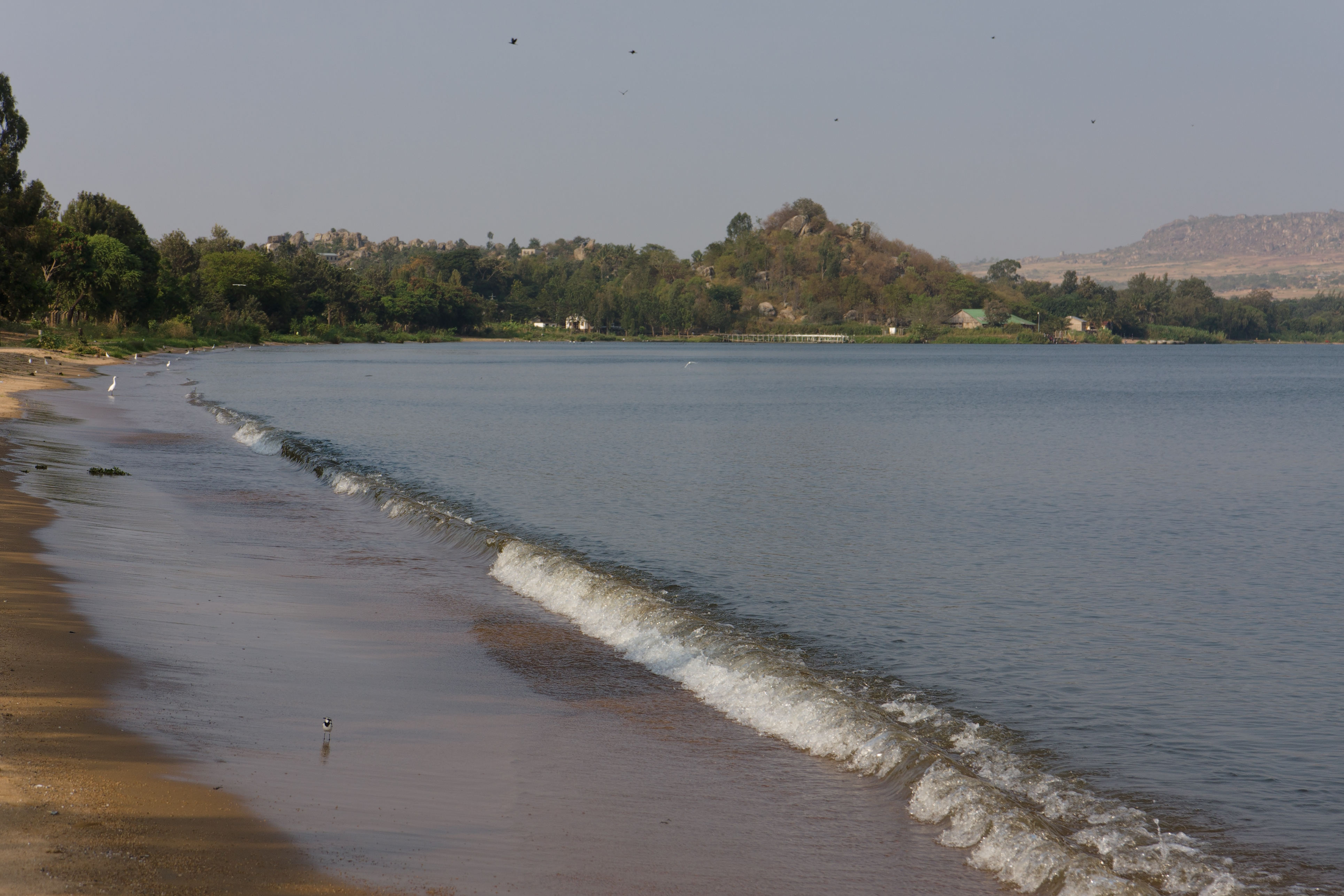
Das Seeufer bei Tembo Beach

Der Tourismus spielt – trotz der Nähe Musomas zum Serengeti-Nationalpark – keine große Rolle. Musoma ist lediglich Zwischenstation für Reisende zwischen Kenia und der tansanischen Stadt Mwanza. Nennenswerte Hotels sind das Afrilux, Tembo Beach, Peninsula sowie der Orange Tree.
Nicht weit von Musoma befindet sich der Geburtsort des ehemaligen Staatschefs Julius Nyerere, für den man ein Museum eingerichtet hat.

### Verkehr

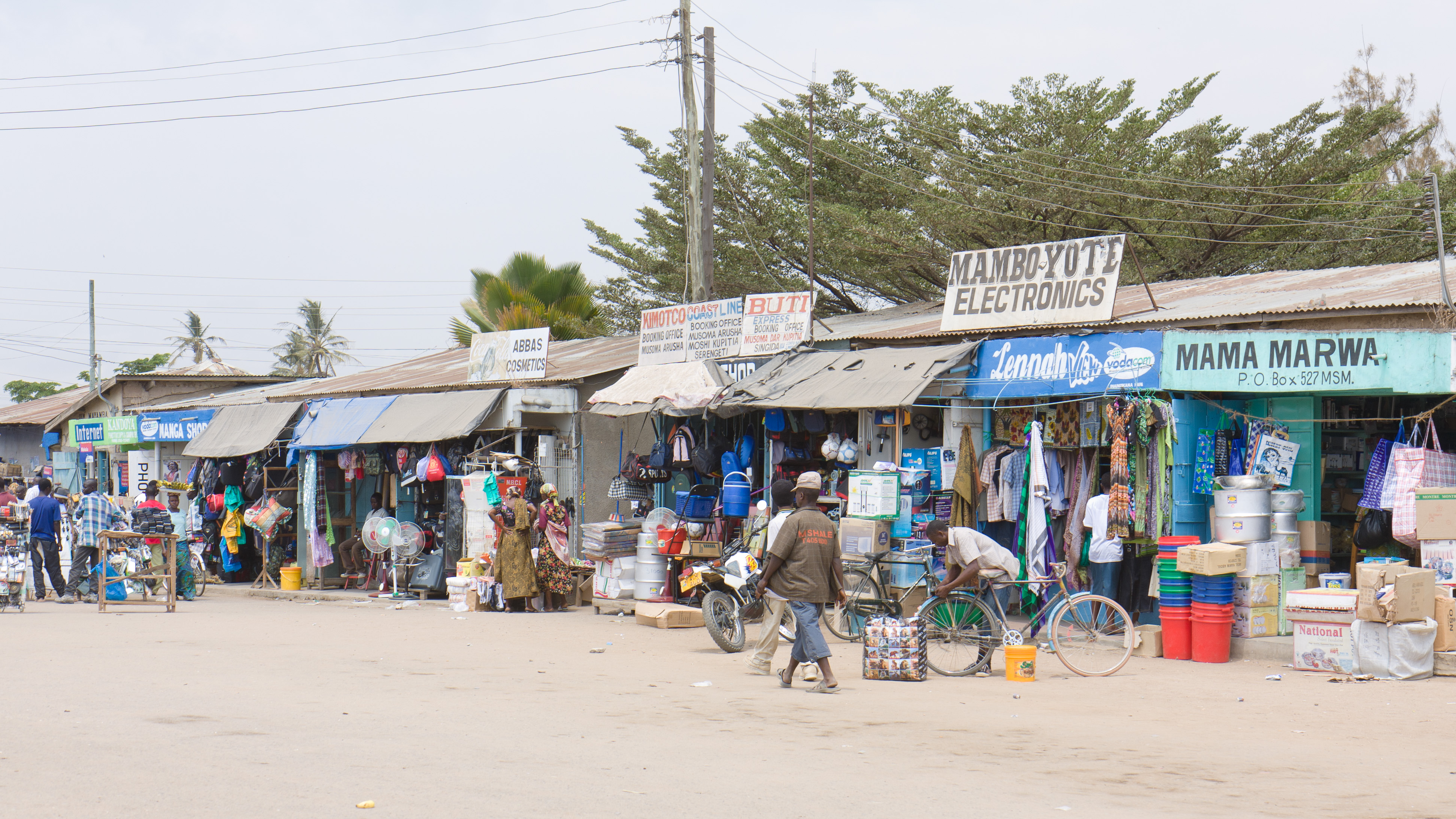
Läden rund um den Busbahnhof

Im Zentrum der Stadt befindet sich der Busbahnhof. Die Stadt ist über ein gut ausgebautes Busnetz mit dem Umland verbunden. Busse verkehren Richtung Süden nach Mwanza, in den Norden zur kenianischen Grenze, sowie in den Osten Richtung Arusha. Bei den Bussen Richtung Osten werden die Durchfahrtgebühren für den Nationalpark Serengeti und das Naturschutzgebiet Ngorongoro auf den Fahrpreis aufgeschlagen.
Musoma verfügt über einen Fährhafen sowie eine Landepiste für Flugzeuge. Fähr- und Flugbetrieb sind nahezu zum Erliegen gekommen. Vom Fischmarkt nahe Kawawa Street fahren "Taxiboats" zu den naheliegenden Ortschaften und Inseln.

## Söhne und Töchter
- Joyce Ndalichako: Ministerin